# На Западном фронте без перемен
«На Западном фронте без перемен» или «На Западе без перемен» (нем. Im Westen nichts Neues — «На Западе ничего нового») — роман Эриха Марии Ремарка, опубликованный в газетном варианте в 1928 году, а отдельной книгой в 1929 году. В предисловии автор говорит: «Эта книга не является ни обвинением, ни исповедью. Это только попытка рассказать о поколении, которое погубила война, о тех, кто стал её жертвой, даже если спасся от снарядов». Название романа — несколько изменённая формулировка из немецких сводок о ходе военных действий на Западном фронте.
Ремарк описывает события войны от лица простого солдата. Пауль Боймер, протагонист романа, появляется в самом начале повествования — именно его рассказ вводит читателя в обстоятельства действия. Ремарк делает похожими характеристики Боймера и других персонажей, отмечая их одинаковый возраст, взгляды и т. п. По его собственному выражению, «таким образом он говорил от лица целого поколения».
Описывая ужасы войны, роман Ремарка стоит в остром противоречии с превалировавшей в эпоху Веймарской республики правоконсервативной военной литературой, которая, как правило, старалась оправдать проигранную Германией войну и героизировать её солдат.
«На Западном фронте без перемен» — одна из ярких антивоенных книг и классика мировой литературы.

## Сюжет
Действие романа происходит в 1914—1918 годах, когда Германия воевала прежде всего против Франции, России и Великобритании. Повествование ведётся от лица Пауля Боймера, в роту которого призваны школьники, крестьяне, рыбаки, ремесленники разных возрастов. После описания окопных «будней» (от роты в 150 человек осталось только 32) и судеб вчерашних одноклассников повествование переносится в тыл — Пауль получает отпускной билет. Отец мечтает показать сына в мундире своим друзьям, но Паулю ни с кем не хочется говорить о войне. Он ищет уединения в тихих уголках ресторанчиков за кружкой пива или в своей комнате, где всё знакомо до мелочей. Патриотически настроенные учителя строят грандиозные планы завоеваний, а Пауль узнаёт, что его бывший учитель Канторек, который больше всех агитировал за участие страны в войне, призван в ополчение и теперь подвергается муштре. Далее Пауля ставят на охрану лагеря пленных русских, и глядя на этих смирных людей с «детскими лицами и бородами апостолов», он задаётся вопросом, чей приказ превратил их во врагов. Вскоре Пауля возвращают в родную часть, где он становится свидетелем визита кайзера, который не производит на солдат никакого впечатления. Положение Германии безнадёжно. Американские, английские и французские полки наступают. Друзья главного героя погибают или становятся инвалидами. Мюллер был убит осветительной ракетой, угодившей ему в живот. Кат получает ранение в голень. Пауль на спине выносит товарища из-под обстрела, но в лазарете выясняется, что по дороге Кат был смертельно ранен в голову осколком снаряда. Из одноклассников, ушедших на войну, в живых пока остался только Пауль. Все говорят о скором перемирии. В последнем абзаце романа безэмоционально сообщается, что Пауля убили в октябре 1918 года. Тогда было тихо и военные сводки были кратки: «На Западном фронте без перемен».

## Основные персонажи
Пауль Боймер — главный герой, от лица которого ведётся повествование. В 19 лет Пауль добровольно (как и весь его класс) пошёл в армию и был отправлен на Западный фронт, где ему пришлось столкнуться с суровой действительностью военной жизни.
Альберт Кропп — одноклассник Пауля, служивший с ним в одной роте. В начале романа Пауль описывает его следующим образом: «коротышка Альберт Кропп самая светлая голова у нас в роте». Потерял ногу. Был отправлен в тыл. Один из тех, кто пережил войну.
Мюллер Пятый — одноклассник Пауля, служивший с ним в одной роте. В начале романа Пауль описывает его следующим образом: «…до сих пор таскает с собой учебники и мечтает сдать льготные экзамены; под ураганным огнём зубрит он законы физики». Был убит осветительной ракетой, попавшей ему в живот.
Леер — одноклассник Пауля, служивший с ним в одной роте. В начале романа Пауль описывает его следующим образом: «носит окладистую бородку и питает слабость к девицам». Тот же осколок, что Бертинку оторвал подбородок, вспарывает бедро Леера. Умирает от потери крови.
Франц Кеммерих — одноклассник Пауля, служивший с ним в одной роте. До событий романа получает серьёзное ранение, приведшее к ампутации ног. Через несколько дней после операции Кеммерих умирает, отказавшись принимать пищу.
Йозеф Бем — одноклассник Боймера. Бем был единственным из класса, кто не хотел идти добровольцем в армию, несмотря на патриотичные речи Канторека. Однако под влиянием классного руководителя и близких он записался в армию. Бем погиб одним из первых, за три месяца до официального срока призыва.
Станислав Катчинский (Кат) — служил с Боймером в одной роте. В начале романа Пауль описывает его следующим образом: «душа нашего отделения, человек с характером, умница и хитрюга, — ему сорок лет, у него землистое лицо, голубые глаза, покатые плечи и необыкновенный нюх насчёт того, когда начнется обстрел, где можно разжиться съестным и как лучше всего укрыться от начальства». На примере Катчинского хорошо видна разница между взрослыми солдатами, имеющими за своей спиной большой жизненный опыт, и молодыми солдатами, для которых война является всей жизнью. Пауль с особой теплотой относится к Кату. Между ними возникают настоящие дружеские отношения, подкрепленные совместными проделками и взаимопомощью. Летом 1918 был ранен в ногу, раздробление берцовой кости. Пауль успел отнести его к санитарам, но по пути Кат получил ранение в голову и умер.
Тьяден — один из нешкольных друзей Боймера, служивший с ним в одной роте. В начале романа Пауль описывает его следующим образом: «слесарь, тщедушный юноша одних лет с нами, самый прожорливый солдат в роте, — за еду он садится тонким и стройным, а поев, встает пузатым как насосавшийся клоп». Имеет нарушения мочевыделительной системы, из-за чего иногда писается во сне. Прошёл войну до конца — один из 32 выживших из всей роты Пауля Боймера. Появляется в следующем романе Ремарка «Возвращение».
Хайе Вестхус — один из друзей Боймера, служивший с ним в одной роте. В начале романа Пауль описывает его следующим образом: «наш ровесник, рабочий-торфяник, который свободно может взять в руку буханку хлеба и спросить „А ну-ка отгадайте, что у меня в кулаке?“». Высокий, сильный, не особо умный, но имеющий хорошее чувство юмора юноша. Был вынесен из под огня с разорванной спиной. Скончался.
Детеринг — один из нешкольных друзей Боймера, служивший с ним в одной роте. В начале романа Пауль описывает его следующим образом: «крестьянин, который думает только о своем хозяйстве и своей жене». Дезертировал в Германию. Был пойман. Дальнейшая судьба неизвестна.
Канторек — классный руководитель Пауля, Леера, Мюллера, Кроппа, Кеммериха и Бема. В начале романа Пауль описывает его следующим образом: «строгий маленький человечек в сером сюртуке, с острым, как мышиная мордочка, личиком». Канторек был ярым сторонником войны и агитировал всех своих учеников отправиться на войну добровольцами. Позже сам попал в армию, да ещё и под начало своего бывшего ученика. Дальнейшая судьба неизвестна.
Бертинк — командир роты Пауля. Хорошо относится к своим подчиненным и любим ими. Пауль описывает его следующим образом: «настоящий фронтовик, один из тех офицеров, которые при всякой передряге всегда впереди». Спасая роту от огнемёта, получил сквозное ранение в грудь. Осколком оторвало подбородок. Умирает в том же бою.
 Унтер-офицер Химмельштос — командир отделения, в котором Боймер с друзьями проходил военную подготовку. Пауль описывает его следующим образом: «Он слыл за самого свирепого тирана в наших казармах и гордился этим. Маленький, коренастый человек, прослуживший двенадцать лет, с ярко-рыжими, подкрученными вверх усами, в прошлом почтальон». Особо жестоко относился к Кроппу, Тьядену, Боймеру и Вестхусу. Позже был отправлен на фронт в роту Пауля, где попытался загладить свою вину. Помогал выносить Хайе Вестхуса, когда тому разорвало спину, после замещал ушедшего в отпуск повара. Дальнейшая судьба неизвестна.
Йозеф Хамахер — один из пациентов католического госпиталя, в котором были временно размещены Пауль Боймер и Альберт Кропп. Он прекрасно разбирается в работе госпиталя и кроме того имеет «отпущение грехов». Это свидетельство, выданное ему после ранения в голову, подтверждает то, что временами он бывает невменяем. Тем не менее Хамахер является абсолютно здоровым психически и использует свидетельство в своих интересах.

## История публикации
Писатель предложил свою рукопись «На Западном фронте без перемен» наиболее авторитетному и известному в Веймарской республике издателю Самюэлю Фишеру. Фишер подтвердил высокое литературное качество текста, но отказался от публикации на том основании, что в 1928 году никто не захочет читать книгу о Первой мировой войне. Позднее Фишер признал, что это была одна из самых существенных ошибок в его карьере.
Следуя совету своего друга, Ремарк принес текст романа в издательский дом «Ullstein», где он был принят к печати. 29 августа 1928 года был подписан договор. Но издательство было также не до конца уверено в том, что такой специфический роман о мировой войне будет иметь успех. Договор содержал оговорку, в соответствии с которой в случае неуспеха романа автор должен отработать затраты на публикацию в качестве журналиста. Для перестраховки издательство предоставило предварительные экземпляры романа различным категориям читателей, в том числе ветеранам войны. В результате критических замечаний читателей и литературоведов Ремарка настоятельно попросили переработать текст, особенно некоторые наиболее критические высказывания о войне. О серьёзных корректурах романа, внесенных автором, свидетельствует экземпляр рукописи, находившийся в «New Yorker». Например, в последней редакции отсутствует следующий текст:

Мы убивали людей и вели войну; нам об этом не забыть, потому что находимся в том возрасте, когда мысли и действия имели крепчайшую связь друг с другом. Мы не лицемеры, не робкого десятка, мы не бюргеры, мы смотрим в оба и не закрываем глаза. Мы ничего не оправдываем необходимостью, идеей, государственным резоном — мы боролись с людьми и убивали их, людей, которых не знали и которые нам ничего не сделали; что же произойдет, когда мы вернемся к прежним взаимоотношениям и будем противостоять людям, которые нам мешают, препятствуют? <…> Что нам делать с теми целями, которые нам предлагают? Лишь воспоминания и мои дни отпуска убедили меня в том, что двойственный, искусственный, придуманный порядок, называемый «обществом», не может нас успокоить и не даст нам ничего. Мы останемся в изоляции и будем расти, мы будем пытаться; кто-то будет тихим, а кто-то не захочет расстаться с оружием.
Оригинальный текст (нем.)Wir haben Menschen getötet und Krieg geführt; das ist für uns nicht zu vergessen, denn wir sind in dem Alter, wo Gedanke und Tat wohl die stärkste Beziehung zueinander haben. Wir sind nicht verlogen, nicht ängstlich, nicht bürgerglich, wir sehen mit beiden Augen und schließen sie nicht. Wir entschuldigen nichts mit Notwendigkeit, mit Ideen, mit Staatsgründen, wir haben Menschen bekämpft und getötet, die wir nicht kannten, die uns nichts taten; was wird geschehen, wenn wir zurückkommen in frühere Verhältnisse und Menschen gegenüberstehen, die uns hemmen, hindern und stürzen wollen? <…> Was wollen wir mit diesen Zielen anfangen, die man uns bietet? Nur die Erinnerung und meine Urlaubstage haben mich schon überzeugt, daß die halbe, geflickte, künstliche Ordnung, die man Gesellschaft nennt, uns nicht beschwichtigen und umgreifen kann. Wir werden isoliert bleiben und aufwachsen, wir werden uns Mühe geben, manche werden still werden und manche die Waffen nicht weglegen wollen.
— перевод Михаила Матвеева
Осенью 1928 года рукопись была готова к печати. 8 ноября 1928 года, накануне десятой годовщины перемирия, берлинская газета Vossische Zeitung, входящая в концерн Haus Ullstein, анонсировала публикацию романа. Автор «На Западном фронте без перемен» был представлен читателю как обычный солдат, без какого-либо литературного опыта, который описывает свои переживания войны с целью «выговориться», освободиться от душевной травмы: Vossische Zeitung почувствовала свою «обязанность» опубликовать этот «аутентичный», непредвзятый и тем самым «подлинный» документальный отчет о войне.
10 ноября 1928 года началась публикация отрывков романа в газете. Успех превысил самые смелые ожидания издательства Ullstein — тираж газеты увеличился в несколько раз, в редакцию приходило огромное количество писем читателей, восхищенных «неприукрашенным изображением войны».
На момент выхода книги 29 января 1929 года существовало приблизительно 30 тысяч предварительных заказов, что заставило концерн печатать роман сразу в нескольких типографиях. Роман «На Западном фронте без перемен» стал самой продаваемой книгой Германии за всю историю. На 7 мая 1929 года было издано 500 тысяч экземпляров.
В том же году роман был переведён на 26 языков, в том числе на русский. Наиболее известный перевод на русский язык выполнен Юрием Афонькиным.

## После публикации
Роман вызвал бурную общественную дискуссию. Его одноименная экранизация стараниями НСДАП была запрещена в Германии 11 декабря 1930 года советом по контролю над кинопродукцией. На эти события автор отреагировал статьёй «Тенденциозны ли мои книги?».  С приходом национал-социалистов к власти эта и другие книги Ремарка были запрещены, а 10 мая 1933 публично сожжены. В эссе 1957 года «Зрение очень обманчиво» Ремарк писал о курьёзе: 
... я, несмотря на это, имел счастье ещё раз появиться на страницах германской печати — причём даже в собственной газете Гитлера, «Фёлькишер Беобахтер». Один венский писатель переписал слово в слово главу из «На Западном фронте без перемен», дав ей, однако, другое название и другое имя автора. Он послал это — в порядке шутки — в редакцию гитлеровской газеты. Текст был одобрен и принят к публикации. При этом ему предпослали краткое предисловие: мол, после таких подрывных книг, как «На Западном фронте без перемен», здесь читателю предлагается история, в каждой строчке которой содержится чистая правда.перевод Е. Е. Михелевич, 2002

## Продолжение романа
В 1931 году Ремарк написал продолжение – роман «Возвращение», в котором описал, как выжившие после войны пытаются вернуться к гражданской жизни. Большинство персонажей из романа «На Западном фронте без перемен» упоминаются по именам, в живых остался только солдат Тьяден.

## Русские переводы
Первый перевод романа на русский язык (под названием «На Западном фронте без перемен») появился уже в 1928 году, ещё до того, как роман был опубликован на немецком языке. Это был авторизованный перевод, выполненный А. Коссовичем и выпущенный отдельной книгой берлинским издателем Захаром Каганским. В 1929 году этот перевод был переиздан в Риге издательством «Orient». В СССР этот перевод никогда не публиковался.
В СССР впервые роман был опубликован в 1929 году в переводе Сергея Мятежного и Петра Черевина, имевшем две редакции. В издательстве «Федерация» перевод Мятежного и Черевина вышел под редакцией Абрама Эфроса и назывался «На Западе без перемен», в издательстве «Земля и фабрика» (в серии «Дешёвая библиотека ЗИФа») — под редакцией Дмитрия Уманского и назывался «На Западном фронте без перемен». В 1930 году перевод Мятежного и Черевина под редакцией Эфроса был переиздан в серии «Роман-газета» (под тем же названием «На Западе без перемен»).
В издании перевода Мятежного и Черевина под редакцией Уманского содержалось предисловие Карла Радека, из-за чего после 1937 года это издание попало в спецхран.
В 1959 году издательством «Правда» был опубликован перевод Юрия Афонькина («На Западном фронте без перемен»), неоднократно переиздававшийся затем в СССР и России в течение нескольких десятилетий. В 2014 году был впервые опубликован перевод Нины Фёдоровой («На Западном фронте без перемен»).
Ниже представлен список первых публикаций каждого из переводов.
- Ремарк Э. М. На Западном фронте без перемен / [пер. А. Коссовича]. — Берлин : Каганский, 1928. — 298 с.
- Ремарк Э. М. На Западе без перемен / авториз. пер. с нем. С. Мятежного и П. Черевина ; под ред. А. Эфроса. — М. : Федерация, 1929. — 299 с.
- Ремарк Э. М. На Западном фронте без перемен / пер. с нем. С. Мятежного и П. Черевина ; под ред. Дм. Уманского ; предисловие Карла Радека. — М. ; Л. : Земля и фабрика, 1929. — 224 с. — (Дешёвая библиотека ЗИФа).
- Ремарк Э. М. На Западном фронте без перемен / пер. с нем. Ю. Афонькина. — М. : Правда, 1959. — 207 с.
- Ремарк Э. М. На Западном фронте без перемен / пер. с нем. Н. Фёдоровой. — М. : АСТ, 2014. — 251 с. — (Возвращение с Западного фронта). — ISBN 978-5-17-082829-6.

## Экранизации
Произведение неоднократно экранизировалось.
- Американский фильм «На Западном фронте без перемен» (1930) режиссёра Льюиса Майлстоуна получил 2 «Оскара» – за лучший фильм и за лучшую режиссуру.
- В 1979 году режиссёр Делберт Манн снял телевизионную версию фильма «На Западном фронте без перемен».
- «На Западном фронте без перемен» (2022) режиссёра Эдварда Бергера стал первой экранизацией романа на немецком языке. Мировая премьера фильма состоялась на платформе Netflix 28 октября 2022 года[5]. Он удостоился ряда престижных наград, включая четыре «Оскара», в том числе за лучший фильм на иностранном языке.

### Комментарии
1. ↑  В русских переводах роман выходил под обоими этими названиями, но более распространён вариант «На Западном фронте без перемен».